# Akhájok
Az akhájok ókori görög nép, az ókori görög törzsek egyike. A törzs Homérosz Iliászában tűnik föl, mint a Tróját ostromló törzsek egyike. 
Területüket Homérosz a görög szárazföldre, a nyugati görög szigetekre, Krétára, Rodoszra és – a Kükládok szigetcsoport kivételével – a környező szigetekre teszi. A régészeti feltárások során azonban a Görögország középső részén található Kükládok szigetcsoporton is felfedezték a mükénéiek nyomait, ezért egyesek az akhájokat a mükénéiekkel azonosítják. Egyes elméletek szerint az akhájok csak a Kr. e. 12. században kezdődő dór inváziót követően tűntek fel Görögországban. 